# Option de retrait dans l'Union européenne
Pour les articles homonymes, voir Opt-out.
 (janvier 2021).

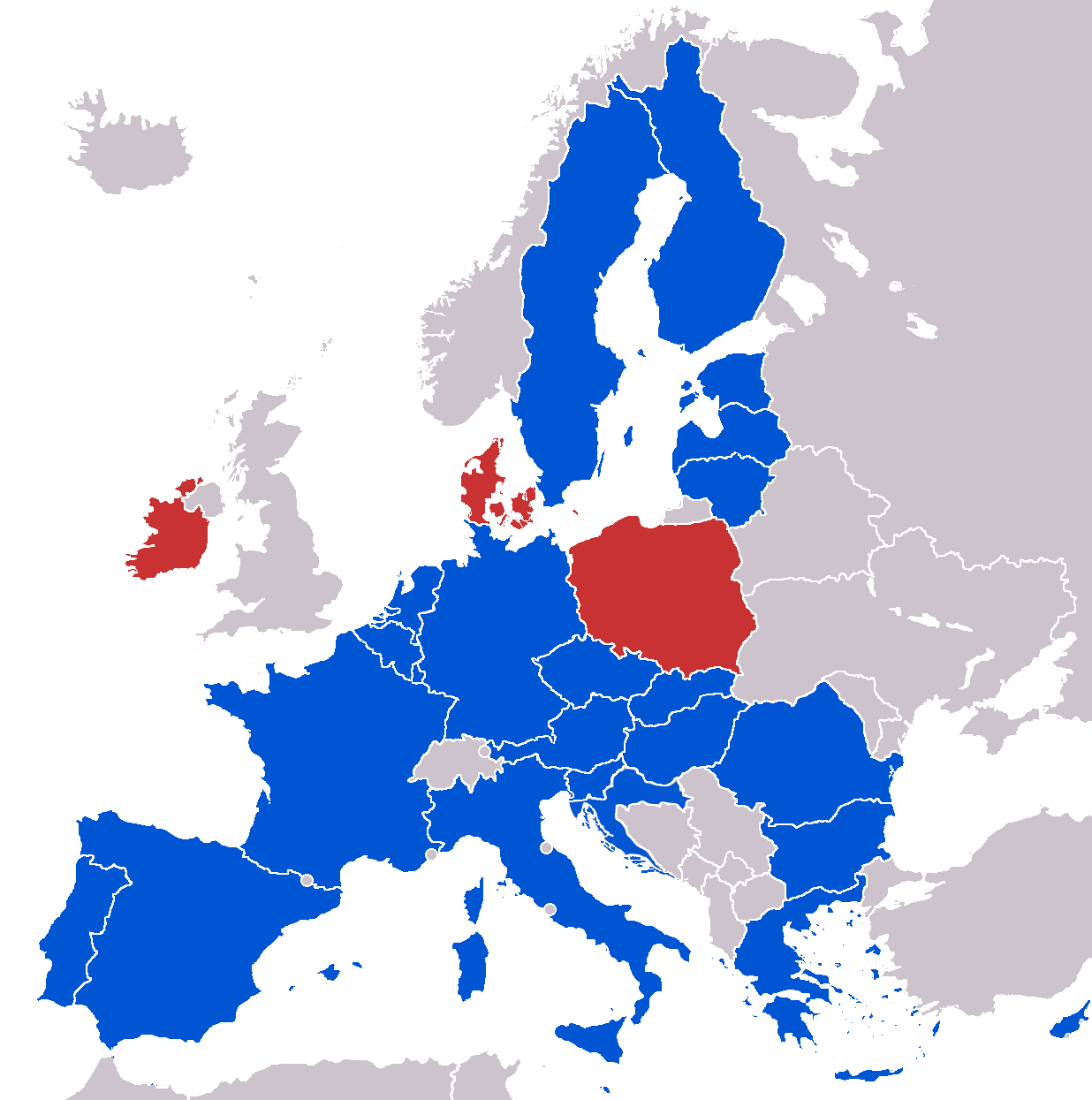
État membre avec au moins une option de retrait
État membre avec une option de retrait de facto
État membre sans option de retrait

Les options de retrait dans l'Union européenne (connues également sous les termes anglais de opt-out ou opting-out) sont des exceptions au droit de l'Union européenne, normalement applicable dans les 27 États membres de l'Union. Elles sont négociées par les États membres ne désirant pas participer à certaines politiques communes. Actuellement, trois États bénéficient d'options de retrait négociées : le Danemark (trois options de retrait), l'Irlande (deux options de retrait) et la Pologne (une option de retrait). La Suède dispose quant à elle d'une option de retrait de facto.
Ce système est différent de la coopération renforcée, une mesure introduite dans le traité d'Amsterdam, à travers laquelle un minimum de neuf États membres sont autorisés à coopérer, au sein des institutions de l'Union européenne, sans que les autres États soient obligés d'y participer. La coopération renforcée est approuvée par le Conseil à l'unanimité des membres du Conseil dont l’État souhaite participer à la coopération renforcée, sur proposition de la Commission. C'est également différent du mécanisme de coopération et de vérification et de la suspension des acquis communautaires permanents.

## Options de retrait actuelles
En 2023, trois États ont des options de retrait officielles : l'Irlande, la Pologne et le Danemark. Ce dernier a obtenu quatre options de retrait en raison du rejet du traité de Maastricht par les citoyens danois lors du référendum de 1992. Ces quatre options de retrait sont décrites dans l'accord d'Édimbourg et concernent l'Union économique et monétaire (UEM), la politique de sécurité et de défense commune (PSDC), la coopération policière et judiciaire en matière pénale et la citoyenneté de l'Union européenne. Grâce à ces options de retrait, les Danois ont accepté le traité lors d'un second référendum tenu en 1993. 
La Suède est dans une situation spéciale car elle bénéficie d'une option de retrait de facto concernant l'adoption de l'euro.

### Espace Schengen - Irlande
L'espace Schengen abolit les frontières entre les États participants. L'Irlande bénéficie d'une option de retrait depuis la mise en œuvre de l'espace, le pays a décidé de ne pas participer pour garder effective la Zone commune de voyage (Common Travel Area) avec le Royaume-Uni, laquelle est une zone de déplacement sans frontière propre aux îles Britanniques. Avec la possible dissolution de cette zone dans le futur, l'Irlande ne bénéficierait plus d'un opting-out et rejoindrait l'espace Schengen, comme indiqué dans le traité d'Amsterdam. Cependant, en réponse à une question posée sur ce sujet, le Taoiseach irlandais déclara : « Sur la question est-ce la fin de la Zone commune de voyage et devons nous rejoindre l'espace Schengen, la réponse est non ». Un opting-out similaire était en place également au Royaume-Uni avant son départ de l'UE mais il était critiqué car il entravait les capacités du pays à stopper la criminalité transnationale en raison des restrictions d'accès au système d'information Schengen.

### Union économique et monétaire
L'Union économique et monétaire (UEM) a pour vocation de remplacer les monnaies nationales de chaque état membre par l'euro. En principe, tous les membres de l'Union européenne sont obligés de rejoindre l'UEM et d'adopter l'euro. Toutefois, certains États ont obtenu des dérogations. 

#### Exemption négociée - Danemark
Avec la signature de l'accord d'Édimbourg, la possibilité pour le Danemark de ne pas participer à la troisième phase du mécanisme de taux de change européen, c'est-à-dire de remplacer la couronne danoise par l'euro, a formellement été reconnue. Le renoncement à cette option de retrait est proposé par référendum en 2000 mais est rejeté. Le Danemark fait néanmoins partie du MCE II depuis sa creation, avec la couronne danoise fixée au taux de 7,46038 couronnes pour un euro (avec une marge formelle de 2,25 % mais en pratique une variation inférieure à 0,5 %).

#### Exemptionde facto- Suède
La Suède n'a pas négocié officiellement d'option de retrait sur l'adoption de l'euro. Cependant, à la suite d'un référendum tenu en 2003, le pays a choisi de ne pas rejoindre le MCE II et ne satisfait donc pas un des cinq critères pour rejoindre la zone euro. La Commission européenne et la Banque centrale européenne ont déclaré qu'ils accepteraient, pour le moment, cette option de retrait de facto. Le gouvernement suédois a toujours affirmé que le pays n'adopterait pas l'euro tant qu'un référendum n'irait pas dans ce sens.

### Citoyenneté européenne - Danemark
L'option de retrait de la citoyenneté de l'Union européenne spécifiait que la citoyenneté européenne ne remplaçait pas la citoyenneté nationale. Cette option de retrait a perdu toute pertinence avec la signature du traité d'Amsterdam. Désormais, l'article 20 du Traité sur le fonctionnement de l'Union européenne dispose :

« Il est institué une citoyenneté de l'Union. Est citoyen de l'Union toute personne ayant la
nationalité d'un État membre. La citoyenneté de l'Union s'ajoute à la citoyenneté nationale et ne la remplace pas. »

### Espace de liberté, de sécurité et de justice - Danemark et Irlande

État qui participent pleinement à l'ELSJ
État avec un opt-out qui peuvent opt-in sur une base au cas par cas dans l'ELSJ
État avec un opt-out de l'ELSJ

L'Irlande ne participe pas à la législation adoptée par l'espace de liberté, de sécurité et de justice, qui inclut toutes les questions qui relevaient avant l'entrée en vigueur du traité d'Amsterdam du pilier Justice et affaires intérieures. Cette décision sera révisée trois ans après l'entrée en vigueur du traité et le pays peut toutefois participer à certaines politiques au cas par cas, ce qu'il fait habituellement, sauf pour les questions connexes à l'espace Schengen.
En ce qui concerne le pilier Justice et Affaires intérieures, le Danemark est exempt de certains domaines des affaires intérieures. D'importantes parties de ces domaines ont été transférées du troisième pilier de l'Union européenne vers le premier lors de la signature du traité d'Amsterdam. Les options de retrait du Danemark dans ces domaines sont toujours valides à travers d'autres protocoles. Par conséquent, les décisions prises par le Danemark dans ces domaines ne sont donc pas contraignantes, sauf pour ceux relatifs à l'espace Schengen, qui sont menées par une agence intergouvernementale en partenariat avec le Danemark. 
À la suite de la signature du traité de Lisbonne, comme l'Irlande, le Danemark a la possibilité de passer d'une option de retrait complète à des opting-in au cas par cas, c'est-à-dire à la possibilité de participer à certaines politiques uniquement, dès qu'ils le souhaiteront. En mars 2015, le gouvernement danois a annoncé un accord soutenu par cinq partis pro-européens pour passer à un système d'opt-in. Le gouvernement issu des élections générales du 18 juin 2015 a fixé la date du référendum sur le passage au système d'opt-in au 3 décembre 2015. Le résultat du référendum étant négatif, le Danemark ne s'est pas engagé à appliquer 22 actes législatifs de l'UE en matière de coopération policière et judiciaire civile et pénale, tel qu'il avait promis de le faire en cas de vote positif.

### Charte des droits fondamentaux de l'Union européenne - Pologne

Les États parties à la Charte
États avec au moins une dérogation

Bien qu'il ne soit pas total, la Pologne a obtenu une option de retrait sur la manière dont la Charte des droits fondamentaux de l'Union européenne, provenant du traité de Lisbonne, interagit avec la loi nationale, limitant ainsi le pouvoir des tribunaux européens à se prononcer sur les questions relatives à la charte si elles étaient portées devant les tribunaux en Pologne. Le parti au pouvoir à l'époque en Pologne Droit et justice expliqua son opposition à cette Charte car elle pourrait forcer la Pologne à garantir les mêmes droits aux couples homosexuels que ceux dont jouissent les couples hétérosexuels.
Après que la victoire de Plate-forme civique aux élections législatives polonaises de 2007, il est annoncé que la Pologne ne bénéficierait en fin de compte plus d'option de retrait pour la Charte. Cependant, Donald Tusk, élu premier ministre et chef du parti Plate-forme civique émit des réserves sur cet engagement, déclarant qu'il allait évaluer les risques avant de signer la Charte et le 23 novembre 2007, il annonça qu'il ne signerait pas la Charte après tout (bien que son parti ainsi que l'autre parti membre de la coalition gouvernementale, le parti paysan polonais, fussent favorables à la Charte), déclarant qu'il voulait honorer les accords négociés par l'ancien gouvernement et qu'il avait besoin de l'appui de droit et justice pour obtenir la majorité des deux tiers au parlement pour ratifier le traité de Lisbonne. Il a clarifié plus tard qu'il signerait peut-être la Charte après que le traité de Lisbonne fut fructueusement ratifié.

## Options de retrait anciennes ou retirées
Par ailleurs, au moment de ratifier le traité de Lisbonne, le président tchèque Václav Klaus a négocié une option de retrait de la Charte des droits fondamentaux de l'Union européenne similaire à celle de la Pologne et du Royaume-Uni. Cependant, étant donné qu'il était trop tard pour l'inclure dans le traité, celle-ci devait être formalisée lors d'un prochain traité. Néanmoins, le nouveau Premier ministre, Bohuslav Sobotka, à la tête d'une coalition davantage europhile, a annoncé le 20 février 2014 que la République tchèque renonçait à cette option de retrait.

### Options de retrait du Royaume-Uni jusqu'au Brexit
Le Royaume-Uni a bénéficié de quatre options de retrait jusqu'à son départ de l'Union européenne le  1er janvier 2021. 
La première concernait la Charte des droits fondamentaux de l'Union européenne, provenant du traité de Lisbonne. Au même titre que la Pologne, le Royaume-Uni a bénéficié d'une option de retrait relatif à l'absence d'invocabilité de la Charte dans certains domaines. 
La deuxième option de retrait concernait l'espace Schengen. À l'instar de l'Irlande, le Royaume-Uni n'a jamais fait partie de l'espace Schengen, et ce, pour conserver la Zone commune de voyage des îles Britanniques. 
La troisième était relatif à l'Union économique et monétaire. En effet, le Royaume-Uni a décidé à l'occasion des négociations relatives au Traité de Maastricht de ne pas rejoindre cette union et n'a donc pas adopté l'euro. 
La dernière option de retrait concernait l'Espace de liberté, de sécurité et de justice. Le Royaume-Uni avait décidé d'exercer une option de retrait flexible de l'ELSJ. Cette option flexible lui a permis de prendre part à certaines politiques de l'ELSJ. 

Le Royaume-Uni a aussi bénéficié d'une option de retrait concernant le chapitre social, négocié par John Major en 1991. Cependant, cette option de retrait a été aboli par Tony Blair immédiatement après son arrivée au pouvoir à la suite des élections générales de 1997.

### Politique de sécurité et de défense commune - Danemark

État qui participent à la PSDC
État avec un opt-out de la PSDC

L'option de retrait de la politique de sécurité et de défense commune signifiait initialement que le Danemark n'était pas forcé d'adhérer à l'Union de l'Europe occidentale qui s'occupait alors de la politique de défense de l'Union européenne. Maintenant que cette Union a disparu, cela signifie que le Danemark ne participe pas à la politique étrangère et de sécurité commune de l'Union européenne quand il est question de défense. Par conséquent, le Danemark ne prend pas part aux décisions, n'agit pas dans ce domaine, ne contribue pas à l'envoi de troupes pour appuyer les missions conduites sous l'égide de l'Union européenne et enfin ne participe pas à l'agence européenne de défense.
Le gouvernement de Helle Thorning-Schmidt, élu en 2011, a déclaré avoir l'intention de tenir un référendum pour mettre fin à cette option de retrait. Un référendum devait être organisé en 2012 après la présidence danoise du Conseil de l'Union européenne mais il n'a finalement pas eu lieu en raison de la trop grande « anxiété et incertitude » de la population. 
À la suite de l'invasion de l'Ukraine par la Russie en février 2022, le gouvernement danois organise un référendum le 1er juin sur l'abolition de cette option de retrait. Les partis politiques Venstre, le Parti social libéral danois et le Parti conservateur étaient auparavant favorables à l'abolition de l'opt-out, le Parti populaire socialiste et les principaux sociaux-démocrates ayant changé de position à la suite de la crise. Les partis de droite, le Parti populaire danois et la Nouvelle Droite, ainsi que la Liste d'unité de gauche, ont continué à s'opposer à cette mesure. Lors du référendum, les Danois ont voté à 66,9 % en faveur de l'abolition de l'opt-out en matière de défense.
Le Danemark abandonne officiellement son option de retrait le 1er juillet 2022.

## Tableau récapitulatif
| Pays | Politique       | Politique                                | Politique                                      | Politique | Politique | Politique                                                                              | Politique |
| Pays | Espace Schengen | EMU                                      | Citoyenneté                                    | ELSJ      | ELSJ      | Charte des droits fondamentaux                                                         |           |
| --- | --------------- | ---------------------------------------- | ---------------------------------------------- | --------- | --------- | -------------------------------------------------------------------------------------- | --------- |
| Danemark |                 |                                          | sans objet depuis le traité d'Amsterdam (1997) |           |           |                                                                                        |           |
| Irlande |                 |                                          |                                                |           | opt-in    |                                                                                        |           |
| Pologne |                 |                                          |                                                |           |           | pourrait être revu maintenant que la Pologne a ratifié le traité de Lisbonne (en 2009) |           |
| Suède |                 | politique obligatoire mais pas appliquée |                                                |           |           | opt-in                                                                                 |           |
| Légende |                 |                                          |                                                |           |           |                                                                                        |           |
| - — participe pleinement à la politique - — option de retrait de jure - — option de retrait de facto opt-in — possibilité d'appliquer la politique au cas par cas |                 |                                          |                                                |           |           |                                                                                        |           |

## Sources
- (en) Cet article est partiellement ou en totalité issu de l’article de Wikipédia en anglais intitulé « Opt-outs in the European Union » (voir la liste des auteurs).

## Compléments